# Halfulken
Halfulken (Artediellus uncinatus) är en fiskart som först beskrevs av Reinhardt, 1834.  Halfulken ingår i släktet Artediellus och familjen simpor. Inga underarter finns listade i Catalogue of Life.